# Maladera sparsesetosa
Maladera sparsesetosa är en skalbaggsart som beskrevs av Moser 1922. Maladera sparsesetosa ingår i släktet Maladera och familjen Melolonthidae. Inga underarter finns listade i Catalogue of Life.